# Leptocentrus basilewskyi
Leptocentrus basilewskyi är en insektsart som beskrevs av Capener 1955. Leptocentrus basilewskyi ingår i släktet Leptocentrus och familjen hornstritar. Inga underarter finns listade i Catalogue of Life.